# Kronos Racing

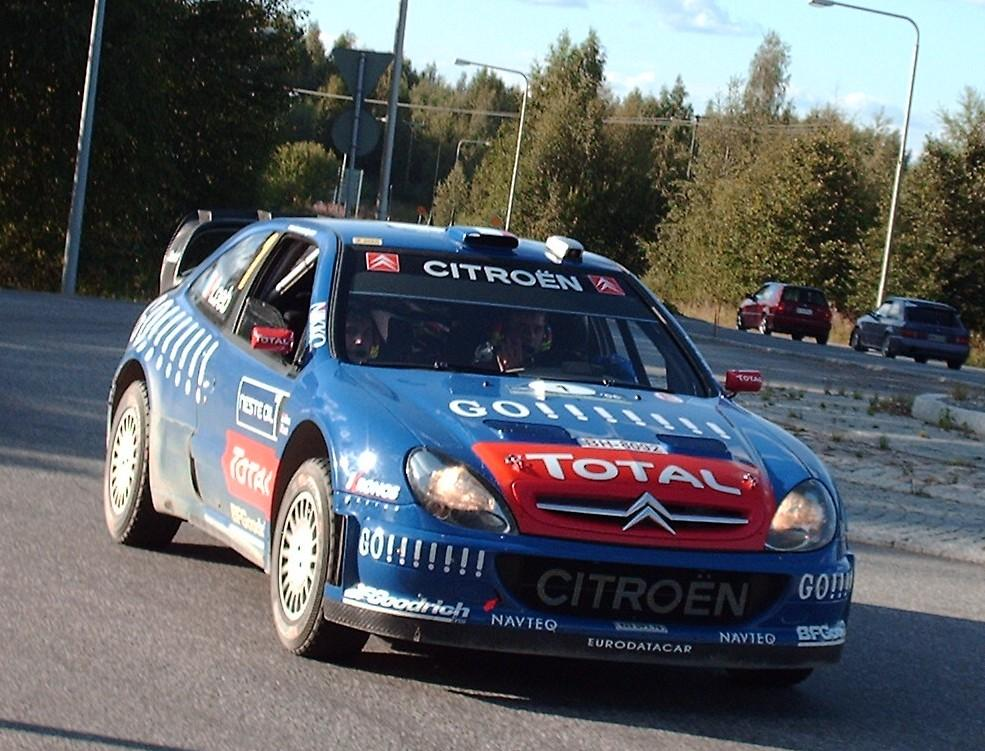
Sébastien Loeb con el equipo Kronos en 2006.

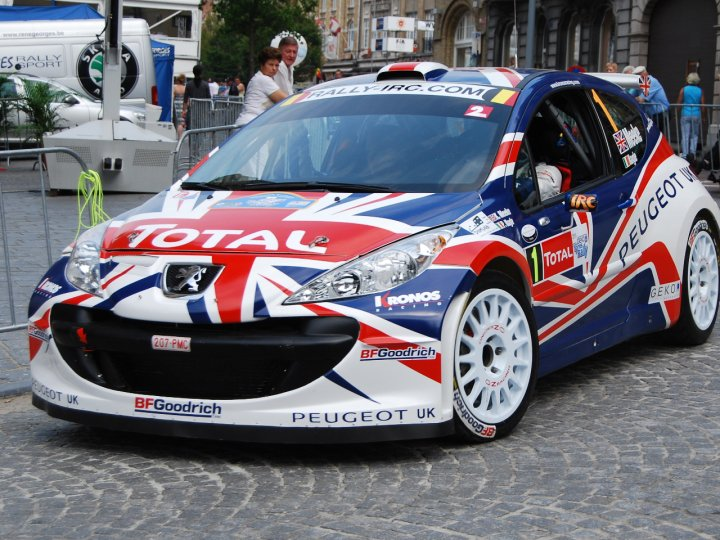
Kris Meeke con el Peugeot 207 S2000 en 2010.

Kronos Racing es una empresa automovilística que se dedica entre otros: al desarrollo de vehículos y accesorios de competición y al asesoramiento y apoyo de equipos que participan en competiciones de rally. Ha participado como equipo privado en varios campeonatos, como el Campeonato Mundial de Rally o el Intercontinental Rally Challenge.

## Trayectoria
Nació en 1994 en Bélgica y desde entonces ha apoyado a diferentes pilotos y equipos. En 2003 Bruno Thiry ganó el Campeonato de Europa de Rally con un Peugeot 206 WRC. En 2004 Citroën eligió a Kronos Racing para su participación en el JWRC, campeonato que ganó en 2005 con Dani Sordo. En 2006 Kronos Racing compitió con Citroën en el WRC, puesto que la marca francesa se había retirado en protesta por los cambios en el reglamento, y los pilotos de Citroën tuvieron que competir como equipo privado bajo la bandera de Kronos, en el equipo Kronos Total Citroën World Rally Team. Ese año el equipo consiguió el Campeonato de Pilotos de la mano de Sébastien Loeb.
En 2007 el equipo siguió compitiendo en el mundial apoyando a Manfred Stohl con su Xsara WRC, además se estrena en el Intercontinental Rally Challenge, campeonato que gana el año siguiente con Nicolas Vouilloz.
Actualmente compite con los equipos: Peugeot Team Belgique-Luxembourg y Peugeot UK en el IRC y el Yazeed Al-Rajhi que compite en el Campeonato de Rally de Oriente Medio.